# Trifluormethansulfonáty lanthanoidů
Trifluormethansulfonáty (trifláty) lanthanoidů jsou soli kyseliny trifluormethansulfonové a lanthanoidů. Využití mají v organické syntéze jako Lewisovy kyseliny; fungují podobně jako chlorid hlinitý či chlorid železitý, na rozdíl od nich jsou ale ve vodě stálé. Obvykle se vyskytují jako nonahydráty.

## Příprava
Tyto sloučeniny se připravují reakcemi oxidů lanthanoidů s vodnými roztoky kyseliny trifluormethansulfonové:
Ln2O3 + 6 HOTf + 18 H2O → 2 [Ln(H2O)9](OTf)3 + 3 H2O
Bezvodé trifláty lze získat zahříváním hydrátů na 180 až 200 °C za sníženého tlaku.
[Ln(H2O)9](OTf)3 → Ln(OTf)3 + 9H2O

## Příklady reakcí

### Friedelovy-Craftsovy reakce
Trifláty lanthanoidů lze použít jako katalyzátory Friedelových-Craftsových acylací a alkylací, obvykle prováděných například s AlCl3. Vlastnosti těchto reakcí, obzvláště acylací, způsobují u AlCl3 vratnou tvorbu komplexů s kyslíkatými skupinami produktů, které lze rozložit pouze odstraněním AlCl3 pomocí vody. Na kilogram produktů se takto průměrně ztrácí 0,9 kg AlCl3 jeho hydrolýzou na Al2O3 a HCl.
Obdobné komplexy triflátů lanthanoidů se s využitím vody snadno oddělují, a jejich hydráty lze snadno zahřátím přeměnit zpět na bezvodé soli (u chloridu hlinitého i chloridů lanthanoidů se odštěpuje HCl). Díky tomu není nutné používat organická rozpouštědla, reakce se dají provádět ve vodném prostředí.
Ln(OTf)3 jsou vhodné i pro esterifikace.

### Další reakce vytvářející vazby C-C
Trifluormethansulfonáty lanthanoidů byly použity na katalýzu Dielsových-Alderových, aldolových, a allylačních reakcí. V některých případech bylo třeba použít směs rozpouštědel, například vodu s formaldehydem, ale popsány jsou i systémy surfaktantů a vody.
Také Michaelovy adice je možné katalyzovat La(OTf)3. Tyto katalyzátory umožňují nejen provedení ve vodném prostředí, ale také asymetrickou katalýzu.

### Reakce vytvářející vazby C-N
Trifluormethansulfonáty lanthanoidů lze použít na přípravu pyridinů katalýzou kondenzace aldehydů s aminy, nebo aza-Dielsových-Alderových reakcí. Jako rozpouštědlo může sloužit voda. Lze dosáhnout vysokých výtěžků i za mírných podmínek.
Nitroskupiny jsou častými součástmi léčiv, výbušnin, a plastů. Na jejich přípravu lze použít Michaelovy nebo aldolové reakce. Aromatické nitrosloučeniny se získávají substitučními reakcemi. Reakce probíhá za přítomnosti směsi kyseliny dusičné a sírové, která vytváří nitroniové ionty, následně se navazující na aromatická jádra. Mnohdy je třeba vytvořit para-izomer, ale běžné systémy vykazují nízkou selektivitu. Podobně jako u acylací se reakce ukončují přidáním vody a vzniká při nich kyselý odpad. La(OTf)3 mohou nahradit kyselinu sírovou a výrazně množství těchto odpadních látek snížit; byla popsána syntéza dosahující 90% účinnosti s 1 mol% triflátu ytterbitého ve zředěné kyselině dusičné.

### Obnovitelnost
Trifláty lanthanoidů jsou ve vodě stálé a mohou být obnovovány.